# Umag
Umag er en by i det vestlige Kroatien, med et indbyggertal (pr. 2001) på ca. 13.000. Byen ligger i området Istrien, på kysten til Adriaterhavet.